# Gmina Lodomillo

Położenie Gminy Lodomillo w hrabstwie Clayton

Gmina Lodomillo (ang. Lodomillo Township) – gmina w USA, w stanie Iowa, w hrabstwie Clayton. Według danych z 2000 roku gmina miała 719 mieszkańców, a jej powierzchnia wynosi 94,54 km².